# Christophe Pannatier
Christophe Pannatier est un escrimeur suisse né le 21 décembre 1981 à Düsseldorf. Il s'illustre surtout en national avec notamment un titre de vice-champion suisse par équipes en 2006 et une 2e place à l'épée d'or de Bâle en 2007, mais également en international avec plusieurs coupes du monde et grand prix et un championnat du monde à son actif. Il met fin à sa carrière en novembre 2012 après avoir atteint la première place du classement national après son quart de finale à l'international de Genève.

## Club
- Jusqu'en 2007 : Société d'escrime de Sion
- 2008 : Société d'escrime de Neuchâtel
- 2009-2012 : Cercle des armes de Lausanne

## Palmarès
- Championnats de Suisse
  - 2006 : vice-champion suisse à l'épée par équipes.
  - 2011 : 8e aux championnats suisses d'escrime 2011.
  - 2011 : 6e aux championnats suisses d'escrime 2011 par équipes.

- Championnats suisses universitaires
  - 2006 : Champion suisse universitaire épée individuel.
  - 2006 : Champion suisse universitaire épée par équipes.

- Circuit national suisse
  - numéro 2 suisse à la fin de la saison 2011-2012
  - 1er suisse d'octobre à novembre 2012